# Paramount-Long Meadow
Paramount-Long Meadow est une census-designated place située dans le comté de Washington, dans l’État du Maryland, aux États-Unis. Lors du recensement de 2020, elle comptait 2 658 habitants.